# Aluminiummessing
Aluminiummessing ist eine fachsprachlich eher wenig gebräuchliche Bezeichnung für hochfeste und teils seewasserbeständige Kupfer-Zink-Guss- wie auch -Knetlegierungen mit 55–66 % Kupfer, bis zu 7 % Aluminium, bis zu 4,5 % Eisen, sowie 5 % Mangan.
Weitaus häufiger findet sich hierfür der Begriff „Sondermessing“, der dann auch Legierungen einschließt, die der Kupfer-Zink-Basis noch weitere eigenschaftsbestimmende Elemente zufügen. Außer den bereits genannten Elementen Eisen und Mangan finden sich noch Blei, Nickel und Silizium als Legierungsbestandteile.
Wegen ihres Aluminiumgehalts, der bei den üblichen Schmelzetemperaturen im Bereich von 900 °C oxidationsanfällig ist, bedürfen die Legierungen sorgfältiger Schmelzeführung und Schmelzebehandlung. Auch beim Vergießen ist auf sich etwa bildende Oxide zu achten.
Aluminiumbronze ist fachsprachlich korrekt als Bronze eine zinkfreie Kupfer-Zinn-Gusslegierung mit Aluminiumanteil.